# Holcus
Holcus L. é um género botânico pertencente à família Poaceae.
Na classificação taxonômica de Jussieu (1789), Holcus é o nome de um gênero  botânico,  ordem  Gramineae,  classe Monocotyledones com estames hipogínicos.

## Sinônimos
- Arthrochloa R.Br. (SUS)
- Ginannia Bubani (SUS)
- Homalachna Kuntze (SUS)

## Espécies
- Holcus annuus
- Holcus azoricus
- Holcus gayanus
- Holcus grandiflorus
- Holcus lanatus
- Holcus mollis
- Holcus notarisii
- Holcus rigidus
- Holcus setiger

## Classificação do gênero
| Sistema | Classificação                    | Referência               |
| ------- | -------------------------------- | ------------------------ |
| Linné   | Classe Polygamia, ordem Monoecia | Species plantarum (1753) |